# 아우레아 크루즈
아우레아 크루즈(Áurea ("Aury") Cruz, 1982년 1월 10일 푸에르토리코 바야몬 ~ )는 푸에르토리코의 배구 선수이며 스파이크 높이는 310cm, 블로킹 높이는 290cm이다. 현재 푸에르토리코 리그 야네라스 데 토아 바하의 선수이다. 한 때 대한민국 V-리그 수원 현대건설 그린폭스에서 활약하기도 했다.

## 약력
그녀는 6살 때부터 배구를 시작하였으며, 푸에르토리코의 플로리다 대학교를 졸업한 뒤 2005년부터 이탈리아 리그에서 활동하였으며, 2006-2007 시즌에는 이탈리아 리그 올스타에 선정되기도 하였다. 2008년 베이징 올림픽 예선전에서 현재 대한민국 천안 흥국생명 핑크스파이더스 소속으로 활동하는 카리나 오카시오와 함께 푸에르토리코의 국가 대표로 출전하였다.
그녀는 대한민국과의 예선전에서 21점을 기록하며 인상적인 활약을 펼쳤다.이 때문에 베이징 올림픽 예선전이 끝난 후 수원 현대건설 그린폭스에 입단하게 되었고, 양산에서 열린 IBK기업은행 양산프로배구에 출전하여 좋은 활약을 펼쳐 소속팀 현대건설이 NH농협 2007~2008 V-리그에서 최하위의 성적을 기록했던 수모를 씻는 데 기여하였다.
그녀는 두 번의 국제 경기에서 리시브상을 수상하였을 정도로 안정된 리시브를 자랑할 뿐만 아니라 서브가 강하며, 결정적일 때 한 방을 터뜨려 줄 수 있는 선수로, 소속팀 현대건설에서 좋은 활약을 보였고, 이후 재계약이 확실시 되었으나, 수원 현대건설 그린폭스의 감독이 황현주 전 천안 흥국생명 핑크스파이더스 감독으로 교체되면서 재계약을 하지 않게 되었다.

## 수상 경력
- 2005년 노르세카 챔피언십 리시브상
- 2006년 판-아메리칸컵 최다 득점상, 서브상
- 2006년 카리브-중미 대회 리시브상, 최다 득점상
- 2006년 이탈리아 리그 올스타
- 2007년 판-아메리칸컵 리시브상
- 2007년 노르세카 챔피언십 서브상
- 2008년 베이징 올림픽 예선전 서브상